# Стрежев

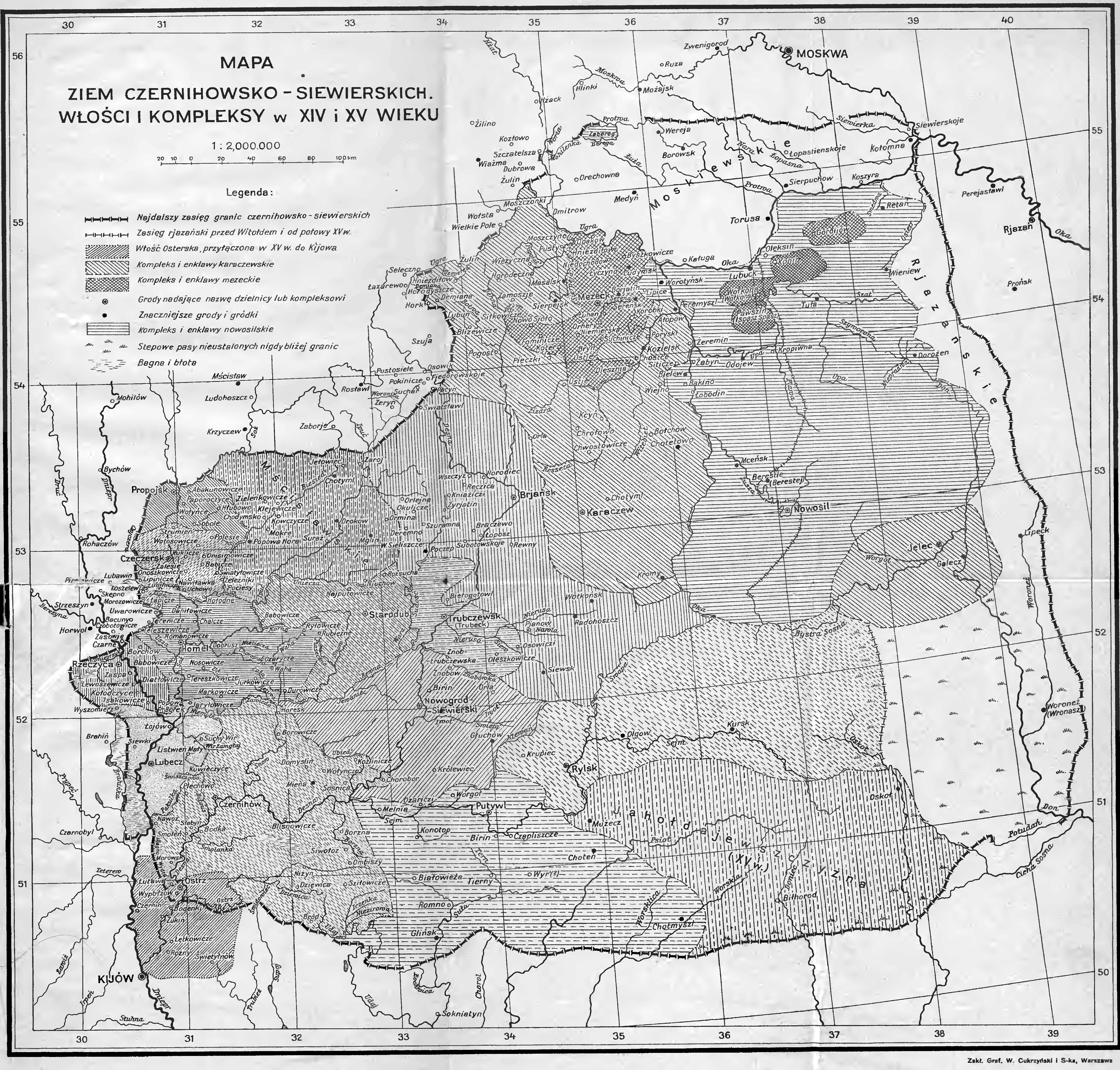
Стрежев (Strzeszin) на карте Чернигово-Северских земель в XV веке

Стрежев — город в Полоцкой земле с неустановленным пока местонахождением. По одной версии, находился на берегах озера Стрежев (Стрижев) в Бешенковичском районе Витебской области, по другой версии на месте современного Стрешина в Жлобинском районе Гомельской области.
Первые упоминания Стрежева датируются 1127—1128 годами, когда южнорусские князья предприняли поход на Полоцкое княжество. Согласно Ипатьевской летописи Стрежев после 1159 года был выделен Рогволодом Борисовичем в особый удел — Стрежевское княжество, которое в конце XIII века попало под власть Великого княжества Литовского. Находясь вблизи московских границ, Стрежев в ходе русско-литовских войн подвергался неоднократным разорениям и в течение XVI века прекратил своё существование.